# Station Rathenow
Station Rathenow is een spoorwegstation in de Duitse plaats Rathenow. Het station werd in 1870 geopend.
Station Rathenow ligt aan de spoorlijn Berlijn - Lehrte, op 71 km ten westen van Berlijn. Ook is het voorlopig het eindstation van de spoorlijn Neustadt - Treuenbrietzen, die alleen nog tussen Rathenow en Brandenburg rijdt.

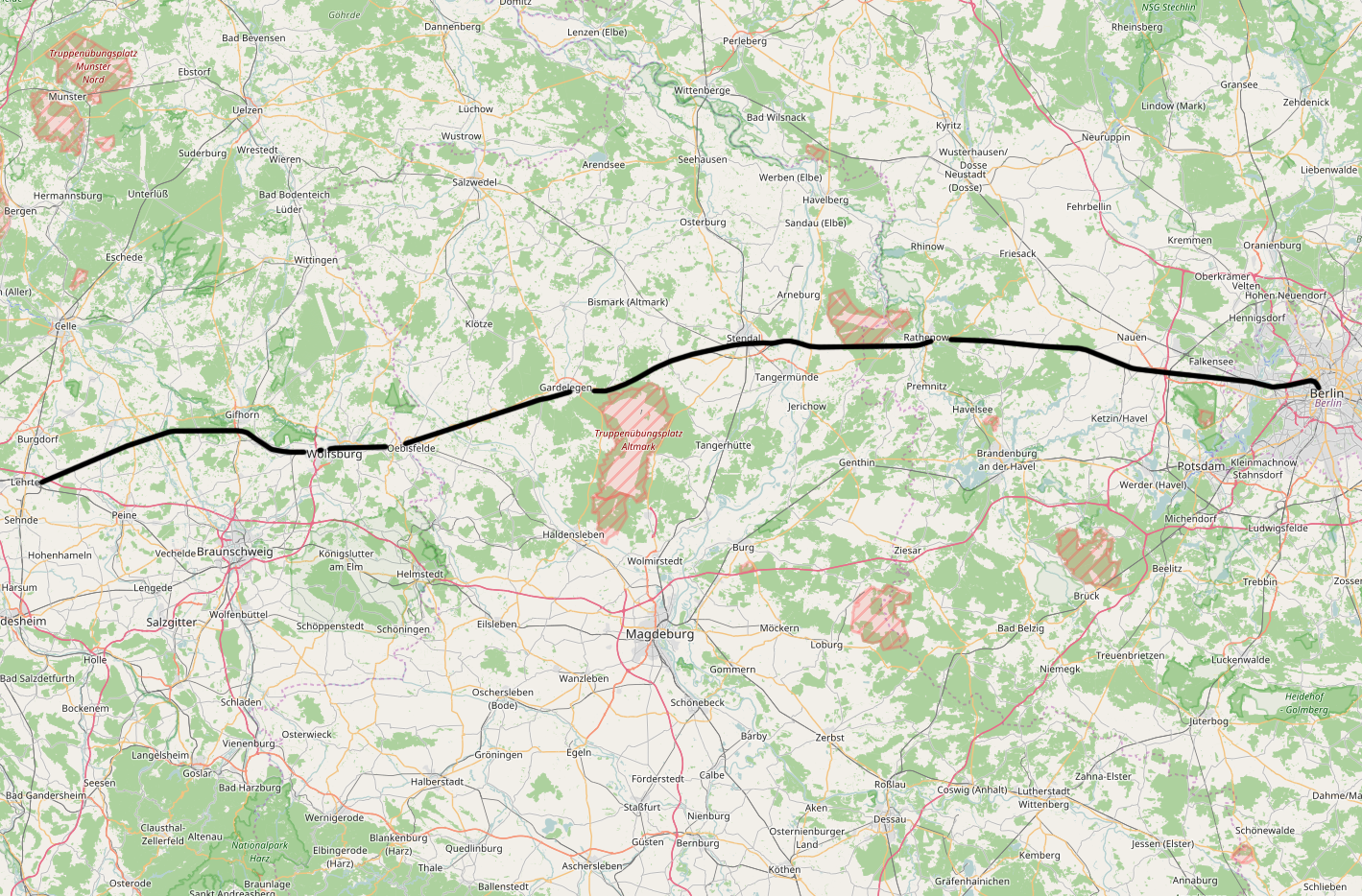
Kaart traject spoorlijn Berlijn- Lehrte